# Чемпіонат світу з футболу 1962 (група 4)
Матчі Групи 4 чемпіонату світу з футболу 1962 проходили з 30 травня по 7 червня 1962 року. Учасниками змагання в групі були збірні Аргентини, Болгарії, Англії і Угорщини. Всі ігри у групі проходили на Естадіо Браден Коппер Ко. в місті Ранкагуа.
До стадії плей-оф з Групи 4 вийшли команди Угорщини і Англії, причому остання обійшла збірну Аргентини лише за кращим співвідношенням забитих і пропущених голів, єдиний раз в історії чемпіонатів світу, коли для визначення учасника плей-оф було застосовано цей принцип.

## Турнірне становище
| Поз | Команда   | І | В | Н | П | ГЗ | ГП | ГС    | О | Кваліфікація            |
| --- | --------- | - | - | - | - | -- | -- | ----- | - | ----------------------- |
| 1   | Угорщина  | 3 | 2 | 1 | 0 | 8  | 2  | 4,000 | 5 | Вихід до стадії плей-оф |
| 2   | Англія    | 3 | 1 | 1 | 1 | 4  | 3  | 1,333 | 3 | Вихід до стадії плей-оф |
| 3   | Аргентина | 3 | 1 | 1 | 1 | 2  | 3  | 0,667 | 3 |                         |
| 4   | Болгарія  | 3 | 0 | 1 | 2 | 1  | 7  | 0,143 | 1 |                         |

1. 1 2  Англія обійшла Аргентину за кращим співвідношенням забитих і пропущених голів.

## Матчі

### Аргентина — Болгарія
| 30 травня 1962 15:00 CLT (UTC−4) |

| Аргентина  | 1–0      | Болгарія |
| ---------- | -------- | -------- |
| Факундо 4' | Протокол |          |

| Естадіо Браден Коппер Ко., Ранкагуа Глядачів: 7,134 Арбітр: Хуан Гарай Гардеасабаль (Іспанія) |

### Угорщина — Англія
| 31 травня 1962 15:00 CLT (UTC−4) |

| Угорщина             | 2–1      | Англія             |
| -------------------- | -------- | ------------------ |
| Тіхі 17' Альберт 71' | Протокол | Флаверс 60' (пен.) |

| Естадіо Браден Коппер Ко., Ранкагуа Глядачів: 7,938 Арбітр: Лео Горн (Нідерланди) |

### Англія — Аргентина
| 2 червня 1962 15:00 CLT (UTC−4) |

| Англія                                   | 3–1      | Аргентина      |
| ---------------------------------------- | -------- | -------------- |
| Флаверс 17' (пен.) Чарлтон 42' Грівз 67' | Протокол | Санфіліппо 81' |

| Естадіо Браден Коппер Ко., Ранкагуа Глядачів: 9,794 Арбітр: Микола Латишев (СРСР) |

### Угорщина — Болгарія
| 3 червня 1962 15:00 CLT (UTC−4) |

| Угорщина                                     | 6–1      | Болгарія    |
| -------------------------------------------- | -------- | ----------- |
| Альберт 1', 6', 53' Тіхі 8', 70' Шоймоші 12' | Протокол | Соколов 64' |

| Естадіо Браден Коппер Ко., Ранкагуа Глядачів: 7,442 Арбітр: Хуан Гарай Гардеасабаль (Іспанія) |

### Угорщина — Аргентина
| 6 червня 1962 15:00 CLT (UTC−4) |

| Угорщина | 0–0      | Аргентина |
| -------- | -------- | --------- |
|          | Протокол |           |

| Естадіо Браден Коппер Ко., Ранкагуа Глядачів: 7,945 Арбітр: Артуро Ямасаки Мальдонадо (Перу) |

### Англія — Болгарія
| 7 червня 1962 15:00 CLT (UTC−4) |

| Англія | 0–0      | Болгарія |
| ------ | -------- | -------- |
|        | Протокол |          |

| Естадіо Браден Коппер Ко., Ранкагуа Глядачів: 5,700 Арбітр: Антуан Блав'єр (Бельгія) |